# Право Украины (журнал)
Право Украины (укр. Право України) — общегосударственное периодическое юридическое издание Украины. Издаётся на украинском языке ежемесячно. Целью издания является публикация авторских материалов научно-теоретического и практического характера, судебной и правоприменительной деятельности в целях развития украинской национальной юридической науки, совершенствование действующего законодательства.

## История
Основан в 1922 году. На протяжении своего существования, в зависимости от состояния и этапов развития государства и права (1922—1991), журнал менял названия: «Вестник советской юстиции на Украине» (с января 1922), впоследствии «Вестник советской юстиции» — «Вісник радянської юстиції», «Червоний юрист» (февраль—март 1926), «Червоне право» (март 1926 — декабрь 1930), «Революційне право» (март 1931 — май 1941) и «Радянське право» (1958—1991).
Под современным названием выходит с 1992 года. Издаётся в Киеве. Освещает актуальные вопросы украинского государственного строительства, практической деятельности органов государственной власти и органов местного самоуправления, развития правовой системы, законодательства, юридической науки и образования на Украине. Публикует статьи по различным отраслям права, материалы судебной, прокурорско-следственной и адвокатской практики и т. д.

## Международные наукометрические базы данных
Юридический журнал «Право Украины» внесён в перечень научных специализированных изданий в области юридических наук (приказ Министерства образования и науки Украины от 28 декабря 2017  № 1714)
Юридический журнал «Право Украины» внесен в:
Международную наукометрическую базу данных «HeinOnline» (США) (2013),
Международную наукометрическую базу данных «EBSCO Publishing, Inc.» (США),
Международную наукометрическую базу данных «Index Copernicus International» (Варшава, Польша). Ноябрь, 2014.

## Руководители Редакционного совета
Главный редактор — Александр Святоцкий, доктор юридических наук, профессор, академик НАПрН Украины, Заслуженный юрист Украины
Первый заместитель главного редактора — Олег Посыкалюк, кандидат юридических наук, доцент
Председатель Редакционного Совета — Руслан Стефанчук, доктор юридических наук, профессор, академик НАПрН Украины, Заслуженный деятель науки и техники Украины
Первый заместитель председателя Редакционного совета — Ирина Венедиктова, доктор юридических наук, профессор